# Henri II của Pháp
Henri II (tiếng Pháp: Henri II; 31 tháng 3 năm 1519 – 10 tháng 7 năm 1559) là Vua của Pháp từ ngày 31 tháng 3 năm 1547 cho đến khi ông qua đời vào năm 1559. Là con trai thứ hai của François I và Claude của Pháp, Nữ Công tước Claude xứ Bretagne, ông trở thành Dauphin nước Pháp sau cái chết của anh trai Francis vào năm 1536.
Khi còn nhỏ, Henri và anh trai của ông đã bị giam cầm hơn 4 năm ở Tây Ban Nha làm con tin để đổi lấy cha của họ. Henri theo đuổi các chính sách của cha mình trong các vấn đề nghệ thuật, chiến tranh và tôn giáo. Ông kiên trì tham gia các cuộc Chiến tranh của người Ý chống lại Habsburg và cố gắng đàn áp cuộc Cải cách, ngay cả khi số lượng người Huguenot đang gia tăng mạnh mẽ ở Pháp trong thời kỳ trị vì của ông.
Theo Hòa ước Cateau-Cambrésis tháng 4 năm 1559 chấm dứt Chiến tranh Ý, Pháp từ bỏ yêu sách của mình ở Ý, nhưng giành được một số lãnh thổ khác, bao gồm Pale of Calais và Ba Giám mục. Những vụ mua lại này đã củng cố các biên giới của Pháp trong khi sự thoái vị của Karl V của Thánh chế La Mã vào tháng 1 năm 1556 và sự phân chia đế chế của ông giữa Tây Ban Nha và Áo đã mang lại cho họ sự linh hoạt hơn trong chính sách đối ngoại. Nostradamus cũng phục vụ Vua Henry với tư cách là thầy thuốc và nhà chiêm tinh.
Vào tháng 7 năm 1559, Henri bị thương trong một giải đấu thương được tổ chức để kỷ niệm hiệp ước và qua đời mười ngày sau khi bác sĩ phẫu thuật của ông, Ambroise Paré, không thể chữa khỏi vết thương do Gabriel de Montgomery, đội trưởng Đội Cận vệ Scotland của ông gây ra. Mặc dù ông mất sớm, nhưng sự kế vị có vẻ chắc chắn khi ông để lại bốn người con trai nhỏ, cũng như một người vợ là Caterina de' Medici, để lãnh đạo một nhiếp chính có năng lực trong thời kỳ thiểu số của họ. Ba trong số những người con trai đó đều sẽ sống đủ lâu để tự làm vua, nhưng triều đại kém hiệu quả của họ và việc Catherine nhiếp chính không được lòng dân, đã góp phần châm ngòi cho Chiến tranh tôn giáo ở Pháp giữa người Công giáo và người Tin lành, và cuối cùng là sự kết thúc của Vương tộc Valois với tư cách là nhà lãnh đạo của Pháp trong triều đại cầm quyền.

## Thiếu thời

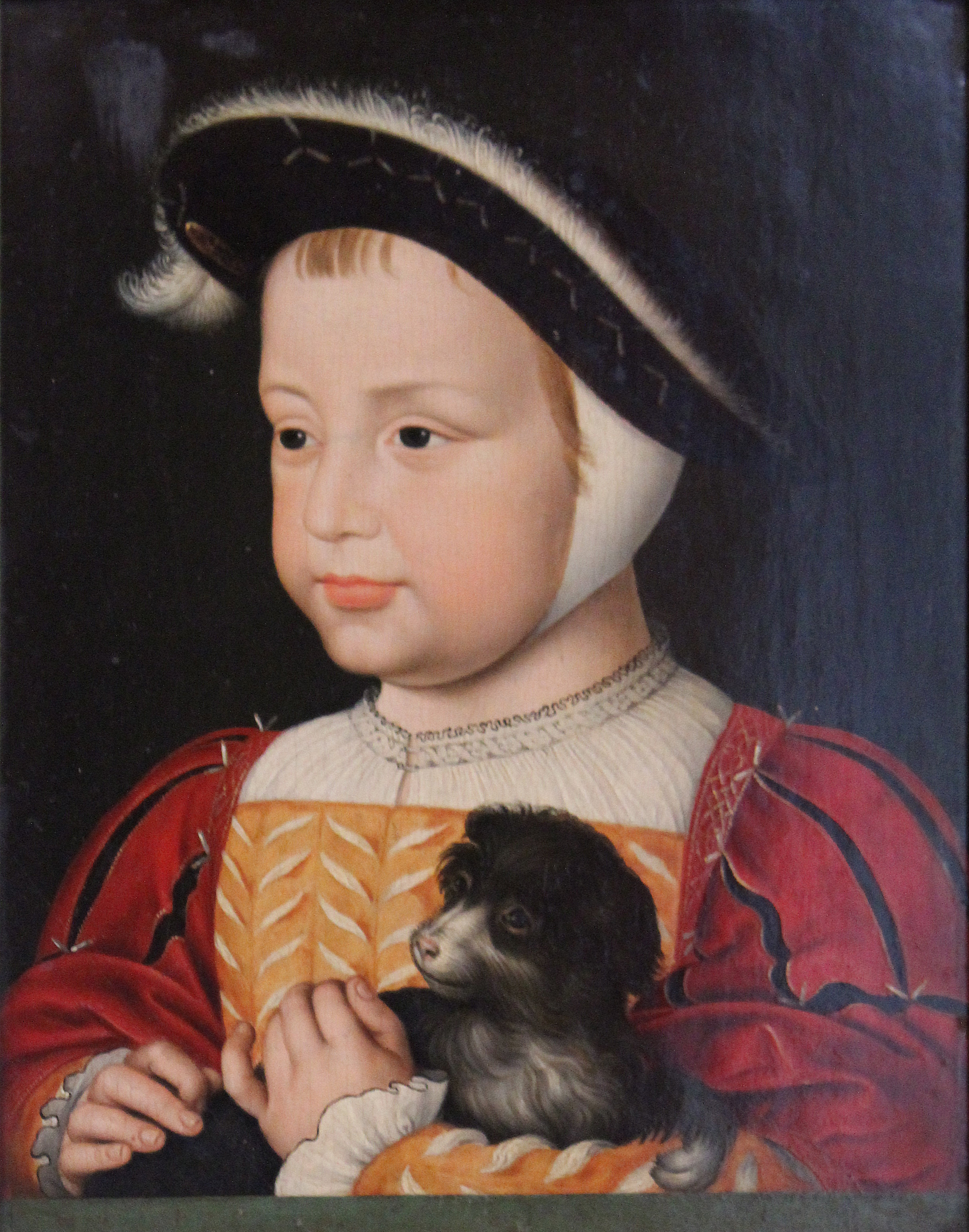
Henry khi còn là một đứa trẻ

Henry được sinh ra trong lâu đài vương thất Château de Saint-Germain-en-Laye, gần Paris. Ông là con của Vua François I của Pháp và bà Claude của Pháp (con gái của Vua Louis XII của Pháp và Anna I xứ Breizh).
Ông và người anh trai lớn hơn đã phải trải qua ba năm ở Tây Ban Nha làm con tin cho Karl V (đế quốc La Mã Thần thánh), như là một sự bảo lãnh cho cha ông, người đã bị bắt trong trận Pavia.
Henri kết hôn với Caterina de' Medici (13 tháng 4 năm 1519 – 5 tháng 1 năm 1589) vào ngày 28 tháng 10 năm 1533 khi cả hai đều được 14 tuổi. Lễ cưới được cử hành bởi Giáo hoàng Clêmentê VII. Vào thời điểm này, anh trai của Henri là François vẫn còn sống và có rất ít khả năng Henri sẽ lên ngôi. Năm sau, anh có quan hệ tình cảm với một góa phụ 35 tuổi, Diane de Poitiers. Henri và Diane luôn rất thân thiết: cô gái trẻ đã âu yếm ôm Henri vào ngày anh, khi còn là một đứa trẻ 7 tuổi, lên đường đi bị giam cầm ở Tây Ban Nha, và mối quan hệ đã được nối lại sau khi anh trở về Pháp. Tại giải đấu để tôn vinh cô dâu mới của cha mình, Leonor, vào năm 1531, Henri và François mặc trang phục hiệp sĩ, còn Henri mặc trang phục của Diane.
Ông kế vị cha mình vào ngày sinh nhật thứ 28 và lên ngôi Vua của Pháp vào ngày 25 tháng 7 năm 1547 tại Nhà thờ chính tòa Đức Bà Reims.

## Trị vì

### Thái độ đối với người Tin lành
Triều đại của Henri được đánh dấu bằng cuộc đàn áp những người theo đạo Tin lành, chủ yếu là những người theo chủ nghĩa Calvin được gọi là Huguenot. Henri II đã trừng phạt nghiêm khắc họ, đặc biệt là các quan đại thần, chẳng hạn bằng cách thiêu sống hoặc cắt lưỡi họ vì đã thốt ra những điều dị giáo.
Henri II được phong tước Hiệp sĩ Garter bởi Edward VI của Anh, vào tháng 4 năm 1551. Đến ngày 19 tháng 7, sau một thời gian dài mặc cả về của hồi môn, lễ đính hôn đã được thực hiện giữa con gái của ông, Elisabeth và Edward.
Sắc lệnh của Châteaubriant (27 tháng 6 năm 1551) kêu gọi các tòa án dân sự và giáo hội phát hiện và trừng phạt tất cả những kẻ dị giáo, đồng thời đặt ra những hạn chế nghiêm khắc đối với người Huguenot, bao gồm cả việc tịch thu một phần ba tài sản của họ cho những kẻ chỉ điểm. Sắc lệnh cũng quy định chặt chẽ việc xuất bản bằng cách cấm bán, nhập khẩu hoặc in bất kỳ cuốn sách nào chưa được phê duyệt. Chính dưới triều đại của Henri II, những nỗ lực của Huguenot nhằm thiết lập một thuộc địa ở Brasil đã được thực hiện, với sự hình thành ngắn ngủi của France Antarctique. Vào tháng 6 năm 1559, khi cuộc chiến chống lại nhà Habsburg kết thúc, Henri đã viết thư bằng sáng chế mong muốn của mình giao nhiệm vụ cho phần lớn Lực lượng hiến binh đã tham gia vào các cuộc chiến tranh nước ngoài với việc tiêu diệt dị giáo trong nước.

### Chiến tranh Ý 1551–1559
Bài chi tiết: Chiến tranh Ý 1551–1559
Chiến tranh Ý 1551–1559 bắt đầu khi Henri tuyên chiến với Hoàng đế La Mã Thần thánh Charles V với ý định chiếm lại Ý và đảm bảo quyền thống trị của Pháp, thay vì Habsburg, đối với các vấn đề châu Âu. Cuộc đàn áp những người theo đạo Tin lành ở quê nhà không ngăn cản ông trở thành đồng minh với các hoàng tử Tin lành Đức tại Hiệp ước Chambord năm 1552. Đồng thời, việc tiếp tục liên minh Pháp-Ottoman của cha ông cho phép ông xâm lược Rhineland trong khi hạm đội Pháp-Ottoman bảo vệ miền nam nước Pháp . Mặc dù một nỗ lực xâm lược Tuscany năm 1553 đã kết thúc với thất bại tại Marciano, nhưng để đổi lấy sự ủng hộ của ông trong Chiến tranh Schmalkaldic lần thứ hai, Henri đã chiếm được Ba Giám mục của Toul, Verdun và Metz, việc mua lại được đảm bảo bằng chiến thắng tại Renty năm 1554.
Sau khi Karl V thoái vị vào năm 1556, đế chế Habsburg bị chia rẽ giữa con trai ông là Felipe II của Tây Ban Nha và em trai là Hoàng đế Ferdinand I. Trọng tâm cuộc xung đột của Henry với nhà Habsburg chuyển sang Flanders, nơi Philip, cùng với Emmanuel Philibert, Công tước xứ Habsburg. Savoy, đánh bại quân Pháp tại St Quentin. Việc Anh tham chiến vào cuối năm đó đã dẫn đến việc Pháp chiếm được Calais, và quân đội Pháp cướp bóc Hà Lan thuộc Tây Ban Nha. Tuy nhiên, vào tháng 4 năm 1559, tình trạng thiếu tiền và căng thẳng tôn giáo trong nước ngày càng gia tăng khiến Henri phải đồng ý với Hòa ước Cateau-Cambrésis.
Hòa bình được ký kết giữa Henri và Elizabeth I của Anh vào ngày 2 tháng 4 và giữa Henri và Philip của Tây Ban Nha vào ngày 3 tháng 4 năm 1559 tại Le Cateau-Cambrésis. Theo các điều khoản của mình, Pháp khôi phục Piedmont và Savoy cho Emmanuel Philibert, nhưng giữ lại Saluzzo, Calais và Ba Giám mục. Thỏa thuận được củng cố bằng cuộc hôn nhân giữa em gái của Henri là Margaret và Emmanuel Philibert, trong khi con gái của ông là Elisabeth xứ Valois trở thành vợ thứ ba của Philip.
Henri đã nuôi nấng cô gái trẻ Mary, Nữ vương Scotland, tại triều đình của mình, với hy vọng thiết lập một yêu sách triều đại đối với Vương quốc Scotland bằng cách gả cô cho Dauphin François vào ngày 24 tháng 4 năm 1558. Con trai của họ sẽ là Vua của Pháp và Vua của Scotland, và cũng là người tranh giành ngai vàng nước Anh. Henri đã yêu cầu Mary ký vào các văn bản bí mật, bất hợp pháp theo luật Scotland, sẽ đảm bảo quyền cai trị của Valois ở Scotland ngay cả khi Mary qua đời mà không để lại đứa con nào cho François. Như đã xảy ra, Francis qua đời mà không có vấn đề gì một năm rưỡi sau cha mình, chấm dứt yêu sách của Pháp đối với Scotland.

## Hôn nhân
Sinh ra trong một gia đình quý tộc Pháp vào năm 1499, vẻ đẹp "chim sa cá lặn" cộng với tài trí hơn người của Diane de Poitiers đã hớp hồn nhiều đàn ông. Cô là hình mẫu phụ nữ lý tưởng thời kỳ Phục hưng. Khi 15 tuổi, cô kết hôn với quan chức vương thất cao cấp Louis de Brézé 40 tuổi. Do đấng phu quân là người quyền cao chức trọng dưới thời vua François I nên Diane cũng trở nên thân cận với Vương hậu Claude. Bông hồng này cũng chứng kiến sự ra đời của vương tử Henri II – người sau này trở thành hoàng đế nổi tiếng và chính nàng đã dạy Henri II cách cư xử lịch thiệp của vị vua tương lai theo cung quy vương gia. 
Năm 1531, Diane trở thành góa phụ do chồng qua đời. Vì vậy, người đẹp phải sống cảnh "giường đơn gối chiếc" khi còn rất trẻ. Đến năm 1533, vua Henri kết hôn với nữ hoàng Caterina de 'Medici.
Mối quan hệ thân mật giữa vua Henri II và góa phụ Poitiers nhanh chóng chuyển biến theo quy luật "lửa gần rơm lâu ngày cũng bén". Hai người yêu nhau say đắm kể từ năm 1538, mặc dù chênh lệch tuổi tác khá lớn. Sau khi vua Henri II lên ngôi báu, Poitiers thường gửi thư cho vị vua trẻ với những lời khuyên về chính trị. Một trong số những lá thư công khai được hai người chính thức ký tên là "HenriDiane". Vào thời đó, chân dung của Diane được in trên những đồng tiền xu và các tác phẩm nghệ thuật. 
Trong khi hai tình nhân khác của Henri sinh cho ông những người con thì Diane lại không thể hạ sinh cho vị vua trẻ một vị hoàng tử hay công chúa nào. Chuyện tình yêu của hai người kết thúc vào năm 1559 sau khi vua Henri đột ngột qua đời vì tai nạn. Kể từ đó, Vương hậu Catherine hạ lệnh tịch thu lâu đài và đuổi Diane về vùng nông thôn sống quãng đời còn lại cho đến lúc chết. Góa phụ này được cho là đã uống "thuốc tiên" nên có vẻ ngoài trẻ trung, xinh đẹp cho đến khi chết ở tuổi 66. Dù hơn hoàng đế 20 tuổi, nhưng nhìn bề ngoài thì mỹ nhân và vị vua trẻ dường như bằng tuổi nhau.

## Cái chết

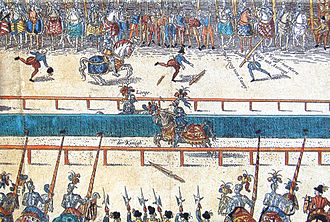
Trận đấu chí tử giữa Henri II và Montgomery (Lord of "Lorges")

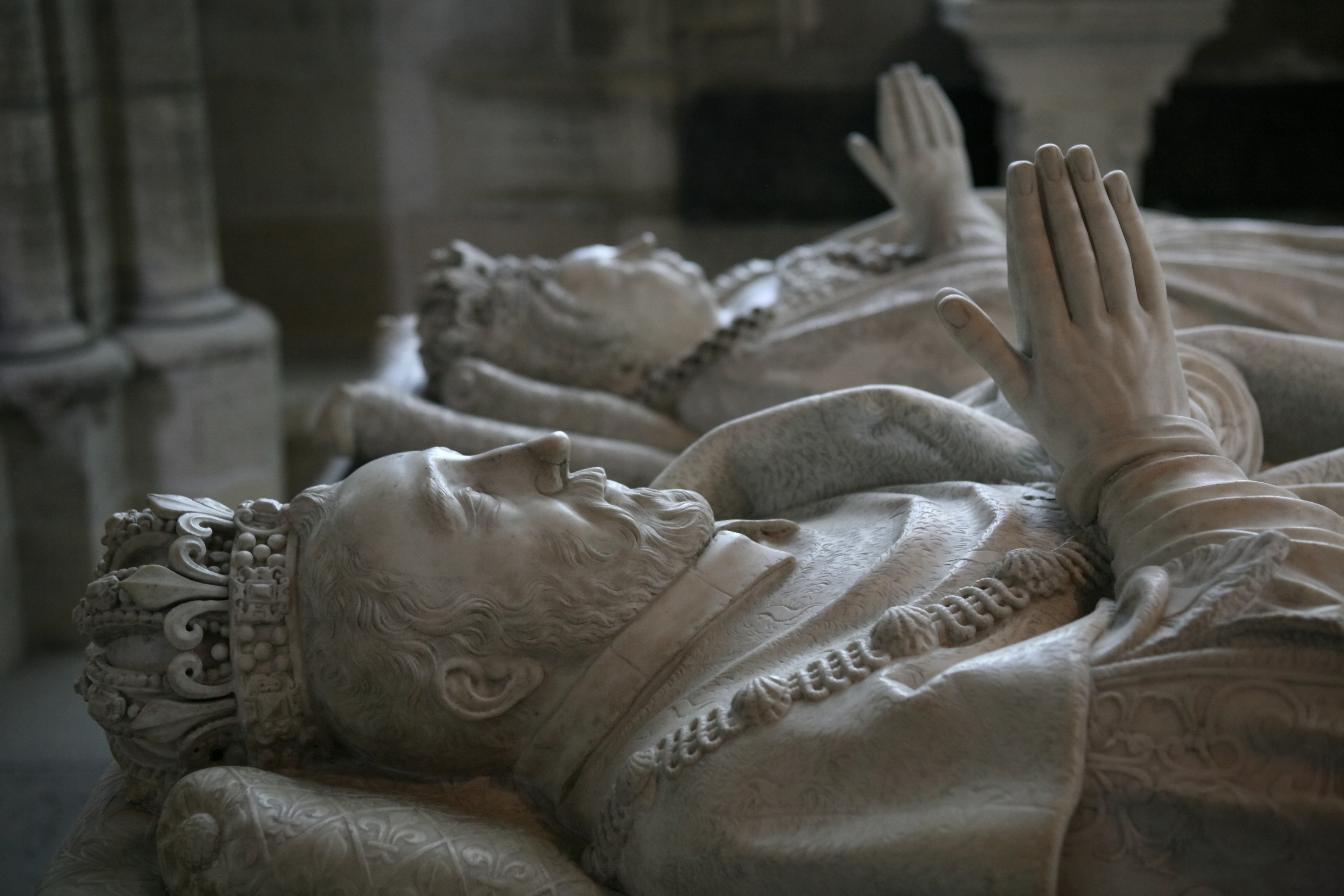
Lăng mộ của Henri II của Pháp và vợ là Caterina de' Medici ở Vương cung thánh đường St Denis, Paris

Nhà tiên tri Nostradamus đã tiên đoán trước cái chết của Henry II. Ông vua 46 tuổi khi thấy sức khỏe sa sút đã gọi Nostradamus vào cung để hỏi về số phận mình, và nhận được lời tiên đoán: "Có một ngày, đầu của bệ hạ sẽ bị đâm bởi một vật sắc nhọn và đó là nguyên nhân khiến người băng hà. Điều đó sẽ xảy đến trong 10 năm nữa". Ông đã cảnh báo nhà vua nên tránh một cuộc đấu ngựa. Thế nhưng đến tháng 6/1559, phớt lờ những lời cảnh báo của Nostradamus, vua Henry II vẫn tham gia vào cuộc đấu với Bá tước Montgomery trong ngày cưới của cô em gái. Hai đối thủ cùng đeo chiếc khiên khắc nổi hình sư tử và Montgomery trẻ hơn Henry 6 tuổi. Trong khi chơi, một chiếc thương đã xuyên qua tấm khiên che mặt của nhà vua, đâm qua mắt và xiên vào thái dương. Vua Henry II từ trần sau 10 ngày nằm trên giường bệnh. Sự kiện đó đã được ghi trong cuốn "Những thế kỷ" của Nostradamus xuất bản trước đó một năm:

"Sư tử con sẽ vượt qua sư tử già

Trong cuộc chiến chỉ có một trận đánh

Nó sẽ đâm thủng mắt từ trong lồng vàng

Hai vết thương và một cái chết thảm thương".